# Permanenta skiljedomstolen
Permanenta skiljedomstolen (engelska: Permanent Court of Arbitration, franska: Cour permanente d'arbitrage, också kallad Haagtribunalen), är en internationell domstol bestående av jurister utsedda av de 101 parter som medverkar i skiljedomstolen. Den har sin bakgrund i 1899 och 1907 års Haagkonventioner om fredligt lösande av internationella tvister.
Haagtribunalen började verka 1902 och Fredspalatset i Haag, som stod färdigt 1913, har sedan dess varit denna skiljedomstols säte. Den är ej en domstol i egentlig mening utan ett instrument för att tillsätta skiljedomare då tvistande parter så begär. Skiljedomare utses bland personer som anslutna länder i viss ordning föreslagit och godkänt.
Varje stat får utnämna fyra jurister som då blir ledamöter av domstolen. De svenska juristerna i panelen är för närvarande (2017) Hans Danelius, Carl-Henrik Ehrenkrona, Hans Corell och Ove Bring.
Under perioden 1902-1932 avgjordes 20 internationella tvister av skiljedomstolen, medan under perioden fram till 1975 endast fem rättsfall hänskjutits dit. Detta beror främst på att Permanenta skiljedomstolens uppgifter i stor utsträckning har övertagits först av Nationernas förbunds fasta mellanfolkliga domstol, grundad 1922, samt efter 1945 av den under FN organiserade Internationella domstolen.